# 2009年のアメリカンリーグチャンピオンシップシリーズ
2009年の野球において、メジャーリーグベースボール（MLB）のポストシーズンは10月7日に開幕した。アメリカンリーグの第40回リーグチャンピオンシップシリーズ（英語: 40th American League Championship Series、以下「リーグ優勝決定戦」と表記）は、16日から25日にかけて計6試合が開催された。その結果、ニューヨーク・ヤンキース（東地区）がロサンゼルス・エンゼルス・オブ・アナハイム（西地区）を4勝2敗で下し、6年ぶり40回目のリーグ優勝およびワールドシリーズ進出を果たした。
MLB全体でレギュラーシーズン勝率最上位の2球団がリーグ優勝決定戦で対戦するのは、2007年のアメリカンリーグ優勝決定戦以来2年ぶり。また、この両球団がポストシーズンで対戦するのは、2005年の地区シリーズ以来4年ぶり3度目である。今シリーズは第2戦・第3戦が2試合連続の延長戦サヨナラ決着となった。特に第2戦では、エンゼルス二塁手マイサー・イズトゥリスの悪送球によりヤンキースがサヨナラ勝利を収めた。ポストシーズンでのサヨナラ失策は13年ぶり史上6度目のできごとである。この年のエンゼルスは、レギュラーシーズン162試合では失策数を球団史上最少の85にとどめていたが、今シリーズでは6試合で8失策と守備が乱れた。シリーズMVPには、中3日で第1戦と第4戦の2試合に先発登板していずれも8.0イニングを投げ、2勝0敗・防御率1.13という成績を残したヤンキースのCC・サバシアが選出された。このあとヤンキースは、ワールドシリーズでもナショナルリーグ王者フィラデルフィア・フィリーズを4勝2敗で下し、9年ぶり27度目の優勝を成し遂げた。
2007年よりワールドシリーズの開幕日が、全米テレビ中継の視聴率が高く見込める曜日の放送を増やすために、土曜日から水曜日に変更された。これに伴いポストシーズンの期間が延びたため、リーグ優勝決定戦では第4戦と第5戦の間に休養日が設けられた。この方式は、今シーズン終了後に撤廃されるまで3年間続いた。

## 両チームの2009年
10月11日、まず先に行われた試合でエンゼルス（西地区優勝）が、そのあとの試合ではヤンキース（東地区優勝）が、それぞれ地区シリーズ突破を決めてリーグ優勝決定戦へ駒を進めた。
エンゼルスは2007年・2008年と地区2連覇中だが、いずれの年もポストシーズンではボストン・レッドソックスとの地区シリーズに敗れた。オフには一塁手のマーク・テシェイラや外野手のギャレット・アンダーソン、抑え投手のフランシスコ・ロドリゲスらがFAとなり移籍した。チームは新一塁手にはケンドリー・モラレスを抜擢し、外野と抑えにはそれぞれボビー・アブレイユとブライアン・フエンテスを獲得した。2009年も前半戦終了時には49勝37敗で、テキサス・レンジャーズに1.5ゲーム差をつけて地区首位に立つ。ただ、開幕前には屈指の陣容とみられていた先発ローテーションで怪我による出遅れや不振の投手が相次いだうえ、救援投手のスコット・シールズも5月に怪我でシーズン終了と投手陣が不安定化する一方、打線が高打率で得点を重ねるなど、その戦いぶりは過去数年の特色を反転させたようなものだった。後半戦も他球団との差を広げつつ、8月下旬にはウェイバーを介して先発投手のスコット・カズミアーを補強、9月以降の戦いにも備えた。9月28日には2位レンジャーズと直接対決、アービン・サンタナの完封勝利で地区3連覇を決めた。平均得点5.45はリーグ2位、防御率4.45はリーグ9位。モラレスがレギュラー1年目から好成績を残し新加入のアブレイユも高出塁率を記録、打席数400超の打者10人のうち打率.287以上は9人にのぼり、よくつながる打線が形成された。地区シリーズではレッドソックスを3勝0敗で下した。
ヤンキースは2008年は89勝73敗の地区3位に終わり、ポストシーズン連続出場が13年で途絶えた。さらにシーズン終了後、20勝投手のマイク・ムッシーナが現役引退でチームを去った。これを受けてチームは積極補強に乗り出し、まずトレードで外野手のニック・スウィッシャーを獲得する。続いてFAでは、先発ローテーションにCC・サバシアとA.J.バーネットを、一塁にテシェイラを加えた。FA3選手の契約総額は4億ドルを超えており、MLB未導入のサラリーキャップ制度について他球団オーナーが必要性を口にするほどの大型補強だった。2009年はレッドソックスとの地区首位争いを展開する。前半戦は直接対決に8戦全敗と苦しみ、51勝37敗でレッドソックスから3.0ゲーム差の2位につけた。ただ後半戦は、始まってすぐ5連勝で単独首位へ浮上し、レッドソックスとの直接対決も前半戦とは対照的に10戦9勝と圧倒した。首位の座を明け渡すことなくシーズンを進め、9月22日にポストシーズン進出を確定させると、その5日後にはレッドソックスとの3連戦に3連勝して3年ぶりの地区優勝、およびリーグ最高勝率も勝ち取った。平均得点5.65はリーグ最高、防御率4.26はリーグ4位。新加入の4選手は陽気な性格やプロ意識の高さで好影響を及ぼし、テシェイラはデレク・ジーターとともにMVP候補に、サバシアはサイ・ヤング賞候補に、それぞれ名前が挙がるほどの活躍を見せた。地区シリーズではミネソタ・ツインズを3勝0敗で下した。
リーグ優勝決定戦の第1・2・6・7戦を本拠地で開催できる "ホームフィールド・アドバンテージ" は、地区優勝球団どうしが対戦する場合はレギュラーシーズンの勝率がより高いほうの球団に、地区優勝球団とワイルドカード球団が対戦する場合は地区優勝球団に与えられる。したがって今シリーズでは、ヤンキースがアドバンテージを得る。この年のレギュラーシーズンでは両球団は10試合対戦し、5勝5敗の五分だった。

## ロースター
両チームの出場選手登録（ロースター）は以下の通り。
- 名前の横の★はこの年のオールスターゲームに選出された選手を、＃はレギュラーシーズン開幕後に入団した選手を示す。
- 年齢は今シリーズ開幕時点でのもの。

| ロサンゼルス・エンゼルス | ロサンゼルス・エンゼルス | ロサンゼルス・エンゼルス | ロサンゼルス・エンゼルス | ロサンゼルス・エンゼルス | ロサンゼルス・エンゼルス | ロサンゼルス・エンゼルス | ニューヨーク・ヤンキース | ニューヨーク・ヤンキース | ニューヨーク・ヤンキース | ニューヨーク・ヤンキース  | ニューヨーク・ヤンキース | ニューヨーク・ヤンキース | ニューヨーク・ヤンキース |
| 守備位置                 | 背番号                   | 出身                     | 選手                     | 投                       | 打                       | 年齢                     | 守備位置                 | 背番号                   | 出身                     | 選手                      | 投                       | 打                       | 年齢                     |
| ------------------------ | ------------------------ | ------------------------ | ------------------------ | ------------------------ | ------------------------ | ------------------------ | ------------------------ | ------------------------ | ------------------------ | ------------------------- | ------------------------ | ------------------------ | ------------------------ |
| 投手                     | 52                       | アメリカ合衆国の旗       | ジェイソン・バルジャー   | 右                       | 右                       | 30                       | 投手                     | 91                       | メキシコの旗             | アルフレド・アセベス      | 右                       | 右                       | 26                       |
| 投手                     | 40                       | アメリカ合衆国の旗       | ブライアン・フエンテス★  | 左                       | 左                       | 34                       | 投手                     | 34                       | アメリカ合衆国の旗       | A.J.バーネット            | 右                       | 右                       | 32                       |
| 投手                     | 65                       | アメリカ合衆国の旗       | ケビン・ジェプセン       | 右                       | 右                       | 25                       | 投手                     | 62                       | アメリカ合衆国の旗       | ジョバ・チェンバレン      | 右                       | 右                       | 24                       |
| 投手                     | 22                       | アメリカ合衆国の旗       | スコット・カズミアー＃   | 左                       | 左                       | 25                       | 投手                     | 48                       | アメリカ合衆国の旗       | フィル・コーク            | 左                       | 左                       | 27                       |
| 投手                     | 41                       | アメリカ合衆国の旗       | ジョン・ラッキー         | 右                       | 右                       | 30                       | 投手                     | 41                       | アメリカ合衆国の旗       | チャド・ゴダーン＃        | 右                       | 右                       | 26                       |
| 投手                     | 38                       | アメリカ合衆国の旗       | ダレン・オリバー         | 左                       | 右                       | 39                       | 投手                     | 65                       | アメリカ合衆国の旗       | フィル・ヒューズ          | 右                       | 右                       | 23                       |
| 投手                     | 32                       | アメリカ合衆国の旗       | マット・パーマー         | 右                       | 右                       | 30                       | 投手                     | 43                       | ドミニカ共和国の旗       | ダマソ・マルテ            | 左                       | 左                       | 34                       |
| 投手                     | 54                       | ドミニカ共和国の旗       | アービン・サンタナ       | 右                       | 右                       | 26                       | 投手                     | 46                       | アメリカ合衆国の旗       | アンディ・ペティット      | 左                       | 左                       | 37                       |
| 投手                     | 51                       | アメリカ合衆国の旗       | ジョー・ソーンダース     | 左                       | 左                       | 28                       | 投手                     | 42                       | パナマの旗               | マリアノ・リベラ★         | 右                       | 右                       | 39                       |
| 投手                     | 36                       | アメリカ合衆国の旗       | ジェレッド・ウィーバー   | 右                       | 右                       | 27                       | 投手                     | 30                       | アメリカ合衆国の旗       | デビッド・ロバートソン    | 右                       | 右                       | 24                       |
| 捕手                     | 5                        | アメリカ合衆国の旗       | ジェフ・マシス           | 右                       | 右                       | 26                       | 投手                     | 52                       | アメリカ合衆国の旗       | CC・サバシア              | 左                       | 左                       | 29                       |
| 捕手                     | 44                       | アメリカ合衆国の旗       | マイク・ナポリ           | 右                       | 右                       | 27                       | 捕手                     | 29                       | ベネズエラの旗           | フランシスコ・セルベーリ  | 右                       | 右                       | 23                       |
| 捕手                     | 46                       | アメリカ合衆国の旗       | ボビー・ウィルソン       | 右                       | 右                       | 26                       | 捕手                     | 26                       | プエルトリコの旗         | ホセ・モリーナ            | 右                       | 右                       | 34                       |
| 内野手                   | 2                        | ドミニカ共和国の旗       | エリック・アイバー       | 右                       | 両                       | 25                       | 捕手                     | 20                       | プエルトリコの旗         | ホルヘ・ポサダ            | 右                       | 両                       | 39                       |
| 内野手                   | 9                        | アメリカ合衆国の旗       | ショーン・フィギンズ★    | 右                       | 両                       | 31                       | 内野手                   | 24                       | ドミニカ共和国の旗       | ロビンソン・カノ          | 右                       | 左                       | 26                       |
| 内野手                   | 47                       | アメリカ合衆国の旗       | ハウィー・ケンドリック   | 右                       | 右                       | 26                       | 内野手                   | 17                       | アメリカ合衆国の旗       | ジェリー・ヘアストンJr.＃ | 右                       | 右                       | 33                       |
| 内野手                   | 13                       | ベネズエラの旗           | マイサー・イズトゥリス   | 右                       | 両                       | 29                       | 内野手                   | 2                        | アメリカ合衆国の旗       | デレク・ジーター★         | 右                       | 右                       | 35                       |
| 内野手                   | 19                       | キューバの旗             | ケンドリー・モラレス     | 右                       | 両                       | 26                       | 内野手                   | 13                       | アメリカ合衆国の旗       | アレックス・ロドリゲス    | 右                       | 右                       | 34                       |
| 内野手                   | 39                       | アメリカ合衆国の旗       | ロブ・クインラン         | 右                       | 右                       | 32                       | 内野手                   | 25                       | アメリカ合衆国の旗       | マーク・テシェイラ★       | 右                       | 両                       | 29                       |
| 外野手                   | 53                       | ベネズエラの旗           | ボビー・アブレイユ       | 右                       | 左                       | 35                       | 外野手                   | 53                       | ドミニカ共和国の旗       | メルキー・カブレラ        | 左                       | 両                       | 25                       |
| 外野手                   | 27                       | ドミニカ共和国の旗       | ブラディミール・ゲレーロ | 右                       | 右                       | 34                       | 外野手                   | 18                       | アメリカ合衆国の旗       | ジョニー・デイモン        | 左                       | 左                       | 35                       |
| 外野手                   | 48                       | アメリカ合衆国の旗       | トリー・ハンター★        | 右                       | 右                       | 34                       | 外野手                   | 11                       | アメリカ合衆国の旗       | ブレット・ガードナー      | 左                       | 左                       | 26                       |
| 外野手                   | 24                       | アメリカ合衆国の旗       | ゲイリー・マシューズJr.  | 右                       | 両                       | 35                       | 外野手                   | 47                       | ドミニカ共和国の旗       | フレディ・グーズマン＃    | 右                       | 両                       | 28                       |
| 外野手                   | 20                       | ベネズエラの旗           | フアン・リベラ           | 右                       | 右                       | 31                       | 外野手                   | 33                       | アメリカ合衆国の旗       | ニック・スウィッシャー    | 左                       | 両                       | 28                       |
| 外野手                   | 77                       | アメリカ合衆国の旗       | レジー・ウィリッツ       | 右                       | 両                       | 28                       | 指名打者                 | 55                       | 日本の旗                 | 松井秀喜                  | 右                       | 左                       | 35                       |

地区シリーズのロースターからは、エンゼルスは変更はない。これに対しヤンキースは外野手を入れ替え、エリック・ヒンスキーに代えてフレディ・グーズマンを加えた。ヤンキース外野陣とエンゼルス先発投手陣の対戦成績をみると、メルキー・カブレラはジェレッド・ウィーバーを、ニック・スウィッシャーはジョン・ラッキーやスコット・カズミアーを、それぞれ苦手にしている。彼らに代わってブレット・ガードナーが先発起用される可能性があり、その場合の代走要員としてグーズマンが抜擢された。ヒンスキーは地区シリーズでは出番がなかった。
エンゼルス外野手のボビー・アブレイユは2006年シーズン途中から2008年シーズン終了までの2季半ヤンキースに、ヤンキース内野手のマーク・テシェイラは2008年シーズン途中から終了までの半季エンゼルスに、それぞれ在籍していた。彼らはお互い、今シリーズでは1年前に在籍していた古巣と対戦することとなった。

## 試合結果
2009年のアメリカンリーグ優勝決定戦は10月16日に開幕し、途中に移動日と休養日、雨天順延を挟んで10日間で6試合が行われた。日程・結果は以下の通り。
| 日付                                                     | 試合  | ビジター球団（先攻）     | スコア   | ホーム球団（後攻）       | 開催球場                                | 開催球場                                                      |
| -------------------------------------------------------- | ----- | ------------------------ | -------- | ------------------------ | --------------------------------------- | ------------------------------------------------------------- |
| 10月16日（金）                                           | 第1戦 | ロサンゼルス・エンゼルス | 1－4     | ニューヨーク・ヤンキース | ヤンキー・スタジアム                    | ヤンキー・スタジアムエンゼル・スタジアム・ · オブ・アナハイム |
| 10月17日（土）                                           | 第2戦 | ロサンゼルス・エンゼルス | 3－4x    | ニューヨーク・ヤンキース | ヤンキー・スタジアム                    | ヤンキー・スタジアムエンゼル・スタジアム・ · オブ・アナハイム |
| 10月18日（日）                                           |       | 移動日                   | 移動日   | 移動日                   |                                         | ヤンキー・スタジアムエンゼル・スタジアム・ · オブ・アナハイム |
| 10月19日（月）                                           | 第3戦 | ニューヨーク・ヤンキース | 4－5x    | ロサンゼルス・エンゼルス | エンゼル・スタジアム・ オブ・アナハイム | ヤンキー・スタジアムエンゼル・スタジアム・ · オブ・アナハイム |
| 10月20日（火）                                           | 第4戦 | ニューヨーク・ヤンキース | 10－1    | ロサンゼルス・エンゼルス | エンゼル・スタジアム・ オブ・アナハイム | ヤンキー・スタジアムエンゼル・スタジアム・ · オブ・アナハイム |
| 10月21日（水）                                           |       | 休養日                   | 休養日   | 休養日                   | エンゼル・スタジアム・ オブ・アナハイム | ヤンキー・スタジアムエンゼル・スタジアム・ · オブ・アナハイム |
| 10月22日（木）                                           | 第5戦 | ニューヨーク・ヤンキース | 6－7     | ロサンゼルス・エンゼルス | エンゼル・スタジアム・ オブ・アナハイム | ヤンキー・スタジアムエンゼル・スタジアム・ · オブ・アナハイム |
| 10月23日（金）                                           |       | 移動日                   | 移動日   | 移動日                   |                                         | ヤンキー・スタジアムエンゼル・スタジアム・ · オブ・アナハイム |
| 10月24日（土）                                           | 第6戦 | 雨天順延                 | 雨天順延 | 雨天順延                 | ヤンキー・スタジアム                    | ヤンキー・スタジアムエンゼル・スタジアム・ · オブ・アナハイム |
| 10月25日（日）                                           | 第6戦 | ロサンゼルス・エンゼルス | 2－5     | ニューヨーク・ヤンキース | ヤンキー・スタジアム                    | ヤンキー・スタジアムエンゼル・スタジアム・ · オブ・アナハイム |
| 優勝：ニューヨーク・ヤンキース（4勝2敗 / 6年ぶり40度目） |       |                          |          |                          |                                         | ヤンキー・スタジアムエンゼル・スタジアム・ · オブ・アナハイム |

### 第1戦 10月16日
- ヤンキー・スタジアム（ニューヨーク州ニューヨーク市ブロンクス区）

|                          | 1 | 2 | 3 | 4 | 5 | 6 | 7 | 8 | 9 | R | H  | E |
| ------------------------ | - | - | - | - | - | - | - | - | - | - | -- | - |
| ロサンゼルス・エンゼルス | 0 | 0 | 0 | 1 | 0 | 0 | 0 | 0 | 0 | 1 | 4  | 3 |
| ニューヨーク・ヤンキース | 2 | 0 | 0 | 0 | 1 | 1 | 0 | 0 | X | 4 | 10 | 0 |

1. 勝利：CC・サバシア（1勝）
2. セーブ：マリアノ・リベラ（1S）
3. 敗戦：ジョン・ラッキー（1敗）
4. 審判
［球審］ティム・マクレランド
［塁審］一塁: ラス・ディアス、二塁: ビル・ミラー、三塁: ジェリー・レイン
［外審］左翼: フィールディン・カルブレス、右翼: デイル・スコット
5. 試合開始時刻: 東部夏時間（UTC-4）午後7時58分  試合時間: 3時間18分  観客: 4万9688人  気温: 45°F（7.2°C）
詳細: MLB.com Gameday / ESPN.com / Baseball-Reference.com / Fangraphs

| ロサンゼルス・エンゼルス | ロサンゼルス・エンゼルス | ロサンゼルス・エンゼルス | ロサンゼルス・エンゼルス | ロサンゼルス・エンゼルス                                                                                           | ニューヨーク・ヤンキース | ニューヨーク・ヤンキース | ニューヨーク・ヤンキース | ニューヨーク・ヤンキース | ニューヨーク・ヤンキース                                                                                           |
| ------------------------ | ------------------------ | ------------------------ | ------------------------ | --- | ------------------------ | ------------------------ | ------------------------ | ------------------------ | --- |
| 打順                     | 守備                     | 選手                     | 打席                     | J・ラッキーJ・マシスK・モラレスH・ケンドリックC・フィギンズE・アイバーJ・リベラT・ハンターB・アブレイユV・ゲレーロ | 打順                     | 守備                     | 選手                     | 打席                     | C・サバシアJ・ポサダM・テシェイラR・カノA・ロドリゲスD・ジーターJ・デイモンM・カブレラN・スウィッ · シャー松井秀喜 |
| 1                        | 三                       | C・フィギンズ            | 両                       | J・ラッキーJ・マシスK・モラレスH・ケンドリックC・フィギンズE・アイバーJ・リベラT・ハンターB・アブレイユV・ゲレーロ | 1                        | 遊                       | D・ジーター              | 右                       | C・サバシアJ・ポサダM・テシェイラR・カノA・ロドリゲスD・ジーターJ・デイモンM・カブレラN・スウィッ · シャー松井秀喜 |
| 2                        | 右                       | B・アブレイユ            | 左                       | J・ラッキーJ・マシスK・モラレスH・ケンドリックC・フィギンズE・アイバーJ・リベラT・ハンターB・アブレイユV・ゲレーロ | 2                        | 左                       | J・デイモン              | 左                       | C・サバシアJ・ポサダM・テシェイラR・カノA・ロドリゲスD・ジーターJ・デイモンM・カブレラN・スウィッ · シャー松井秀喜 |
| 3                        | 中                       | T・ハンター              | 右                       | J・ラッキーJ・マシスK・モラレスH・ケンドリックC・フィギンズE・アイバーJ・リベラT・ハンターB・アブレイユV・ゲレーロ | 3                        | 一                       | M・テシェイラ            | 両                       | C・サバシアJ・ポサダM・テシェイラR・カノA・ロドリゲスD・ジーターJ・デイモンM・カブレラN・スウィッ · シャー松井秀喜 |
| 4                        | DH                       | V・ゲレーロ              | 右                       | J・ラッキーJ・マシスK・モラレスH・ケンドリックC・フィギンズE・アイバーJ・リベラT・ハンターB・アブレイユV・ゲレーロ | 4                        | 三                       | A・ロドリゲス            | 右                       | C・サバシアJ・ポサダM・テシェイラR・カノA・ロドリゲスD・ジーターJ・デイモンM・カブレラN・スウィッ · シャー松井秀喜 |
| 5                        | 左                       | J・リベラ                | 右                       | J・ラッキーJ・マシスK・モラレスH・ケンドリックC・フィギンズE・アイバーJ・リベラT・ハンターB・アブレイユV・ゲレーロ | 5                        | DH                       | 松井秀喜                 | 左                       | C・サバシアJ・ポサダM・テシェイラR・カノA・ロドリゲスD・ジーターJ・デイモンM・カブレラN・スウィッ · シャー松井秀喜 |
| 6                        | 一                       | K・モラレス              | 両                       | J・ラッキーJ・マシスK・モラレスH・ケンドリックC・フィギンズE・アイバーJ・リベラT・ハンターB・アブレイユV・ゲレーロ | 6                        | 捕                       | J・ポサダ                | 両                       | C・サバシアJ・ポサダM・テシェイラR・カノA・ロドリゲスD・ジーターJ・デイモンM・カブレラN・スウィッ · シャー松井秀喜 |
| 7                        | 二                       | H・ケンドリック          | 右                       | J・ラッキーJ・マシスK・モラレスH・ケンドリックC・フィギンズE・アイバーJ・リベラT・ハンターB・アブレイユV・ゲレーロ | 7                        | 二                       | R・カノ                  | 左                       | C・サバシアJ・ポサダM・テシェイラR・カノA・ロドリゲスD・ジーターJ・デイモンM・カブレラN・スウィッ · シャー松井秀喜 |
| 8                        | 捕                       | J・マシス                | 右                       | J・ラッキーJ・マシスK・モラレスH・ケンドリックC・フィギンズE・アイバーJ・リベラT・ハンターB・アブレイユV・ゲレーロ | 8                        | 右                       | N・スウィッシャー        | 両                       | C・サバシアJ・ポサダM・テシェイラR・カノA・ロドリゲスD・ジーターJ・デイモンM・カブレラN・スウィッ · シャー松井秀喜 |
| 9                        | 遊                       | E・アイバー              | 両                       | J・ラッキーJ・マシスK・モラレスH・ケンドリックC・フィギンズE・アイバーJ・リベラT・ハンターB・アブレイユV・ゲレーロ | 9                        | 中                       | M・カブレラ              | 両                       | C・サバシアJ・ポサダM・テシェイラR・カノA・ロドリゲスD・ジーターJ・デイモンM・カブレラN・スウィッ · シャー松井秀喜 |
| 先発投手                 | 先発投手                 | 先発投手                 | 投球                     | J・ラッキーJ・マシスK・モラレスH・ケンドリックC・フィギンズE・アイバーJ・リベラT・ハンターB・アブレイユV・ゲレーロ | 先発投手                 | 先発投手                 | 先発投手                 | 投球                     | C・サバシアJ・ポサダM・テシェイラR・カノA・ロドリゲスD・ジーターJ・デイモンM・カブレラN・スウィッ · シャー松井秀喜 |
| J・ラッキー              | J・ラッキー              | J・ラッキー              | 右                       | J・ラッキーJ・マシスK・モラレスH・ケンドリックC・フィギンズE・アイバーJ・リベラT・ハンターB・アブレイユV・ゲレーロ | C・サバシア              | C・サバシア              | C・サバシア              | 左                       | C・サバシアJ・ポサダM・テシェイラR・カノA・ロドリゲスD・ジーターJ・デイモンM・カブレラN・スウィッ · シャー松井秀喜 |

### 第2戦 10月17日
- ヤンキー・スタジアム（ニューヨーク州ニューヨーク市ブロンクス区）

|                          | 1 | 2 | 3 | 4 | 5 | 6 | 7 | 8 | 9 | 10 | 11 | 12 | 13 | R | H  | E |
| ------------------------ | - | - | - | - | - | - | - | - | - | -- | -- | -- | -- | - | -- | - |
| ロサンゼルス・エンゼルス | 0 | 0 | 0 | 0 | 2 | 0 | 0 | 0 | 0 | 0  | 1  | 0  | 0  | 3 | 8  | 2 |
| ニューヨーク・ヤンキース | 0 | 1 | 1 | 0 | 0 | 0 | 0 | 0 | 0 | 0  | 1  | 0  | 1x | 4 | 13 | 3 |

1. 勝利：デビッド・ロバートソン（1勝）
2. 敗戦：アービン・サンタナ（1敗）
3. 本塁打
NYY：デレク・ジーター1号ソロ、アレックス・ロドリゲス1号ソロ
4. 審判
［球審］ラス・ディアス
［塁審］一塁: ビル・ミラー、二塁: ジェリー・レイン、三塁: フィールディン・カルブレス
［外審］左翼: デイル・スコット、右翼: ティム・マクレランド
5. 試合開始時刻: 東部夏時間（UTC-4）午後7時57分  試合時間: 5時間10分  観客: 4万9922人  気温: 47°F（8.3°C）
詳細: MLB.com Gameday / ESPN.com / Baseball-Reference.com / Fangraphs

| ロサンゼルス・エンゼルス | ロサンゼルス・エンゼルス | ロサンゼルス・エンゼルス | ロサンゼルス・エンゼルス | ロサンゼルス・エンゼルス                                                                                               | ニューヨーク・ヤンキース | ニューヨーク・ヤンキース | ニューヨーク・ヤンキース | ニューヨーク・ヤンキース | ニューヨーク・ヤンキース                                                                                               |
| ------------------------ | ------------------------ | ------------------------ | ------------------------ | --- | ------------------------ | ------------------------ | ------------------------ | ------------------------ | --- |
| 打順                     | 守備                     | 選手                     | 打席                     | J・ソーンダースM・ナポリK・モラレスM・イズトゥリスC・フィギンズE・アイバーJ・リベラT・ハンターB・アブレイユV・ゲレーロ | 打順                     | 守備                     | 選手                     | 打席                     | A・バーネットJ・モリーナM・テシェイラR・カノA・ロドリゲスD・ジーターJ・デイモンM・カブレラN・スウィッ · シャー松井秀喜 |
| 1                        | 三                       | C・フィギンズ            | 両                       | J・ソーンダースM・ナポリK・モラレスM・イズトゥリスC・フィギンズE・アイバーJ・リベラT・ハンターB・アブレイユV・ゲレーロ | 1                        | 遊                       | D・ジーター              | 右                       | A・バーネットJ・モリーナM・テシェイラR・カノA・ロドリゲスD・ジーターJ・デイモンM・カブレラN・スウィッ · シャー松井秀喜 |
| 2                        | 右                       | B・アブレイユ            | 左                       | J・ソーンダースM・ナポリK・モラレスM・イズトゥリスC・フィギンズE・アイバーJ・リベラT・ハンターB・アブレイユV・ゲレーロ | 2                        | 左                       | J・デイモン              | 左                       | A・バーネットJ・モリーナM・テシェイラR・カノA・ロドリゲスD・ジーターJ・デイモンM・カブレラN・スウィッ · シャー松井秀喜 |
| 3                        | 中                       | T・ハンター              | 右                       | J・ソーンダースM・ナポリK・モラレスM・イズトゥリスC・フィギンズE・アイバーJ・リベラT・ハンターB・アブレイユV・ゲレーロ | 3                        | 一                       | M・テシェイラ            | 両                       | A・バーネットJ・モリーナM・テシェイラR・カノA・ロドリゲスD・ジーターJ・デイモンM・カブレラN・スウィッ · シャー松井秀喜 |
| 4                        | DH                       | V・ゲレーロ              | 右                       | J・ソーンダースM・ナポリK・モラレスM・イズトゥリスC・フィギンズE・アイバーJ・リベラT・ハンターB・アブレイユV・ゲレーロ | 4                        | 三                       | A・ロドリゲス            | 右                       | A・バーネットJ・モリーナM・テシェイラR・カノA・ロドリゲスD・ジーターJ・デイモンM・カブレラN・スウィッ · シャー松井秀喜 |
| 5                        | 一                       | K・モラレス              | 両                       | J・ソーンダースM・ナポリK・モラレスM・イズトゥリスC・フィギンズE・アイバーJ・リベラT・ハンターB・アブレイユV・ゲレーロ | 5                        | DH                       | 松井秀喜                 | 左                       | A・バーネットJ・モリーナM・テシェイラR・カノA・ロドリゲスD・ジーターJ・デイモンM・カブレラN・スウィッ · シャー松井秀喜 |
| 6                        | 左                       | J・リベラ                | 右                       | J・ソーンダースM・ナポリK・モラレスM・イズトゥリスC・フィギンズE・アイバーJ・リベラT・ハンターB・アブレイユV・ゲレーロ | 6                        | 右                       | N・スウィッシャー        | 両                       | A・バーネットJ・モリーナM・テシェイラR・カノA・ロドリゲスD・ジーターJ・デイモンM・カブレラN・スウィッ · シャー松井秀喜 |
| 7                        | 二                       | M・イズトゥリス          | 両                       | J・ソーンダースM・ナポリK・モラレスM・イズトゥリスC・フィギンズE・アイバーJ・リベラT・ハンターB・アブレイユV・ゲレーロ | 7                        | 二                       | R・カノ                  | 左                       | A・バーネットJ・モリーナM・テシェイラR・カノA・ロドリゲスD・ジーターJ・デイモンM・カブレラN・スウィッ · シャー松井秀喜 |
| 8                        | 捕                       | M・ナポリ                | 右                       | J・ソーンダースM・ナポリK・モラレスM・イズトゥリスC・フィギンズE・アイバーJ・リベラT・ハンターB・アブレイユV・ゲレーロ | 8                        | 中                       | M・カブレラ              | 両                       | A・バーネットJ・モリーナM・テシェイラR・カノA・ロドリゲスD・ジーターJ・デイモンM・カブレラN・スウィッ · シャー松井秀喜 |
| 9                        | 遊                       | E・アイバー              | 両                       | J・ソーンダースM・ナポリK・モラレスM・イズトゥリスC・フィギンズE・アイバーJ・リベラT・ハンターB・アブレイユV・ゲレーロ | 9                        | 捕                       | J・モリーナ              | 右                       | A・バーネットJ・モリーナM・テシェイラR・カノA・ロドリゲスD・ジーターJ・デイモンM・カブレラN・スウィッ · シャー松井秀喜 |
| 先発投手                 | 先発投手                 | 先発投手                 | 投球                     | J・ソーンダースM・ナポリK・モラレスM・イズトゥリスC・フィギンズE・アイバーJ・リベラT・ハンターB・アブレイユV・ゲレーロ | 先発投手                 | 先発投手                 | 先発投手                 | 投球                     | A・バーネットJ・モリーナM・テシェイラR・カノA・ロドリゲスD・ジーターJ・デイモンM・カブレラN・スウィッ · シャー松井秀喜 |
| J・ソーンダース          | J・ソーンダース          | J・ソーンダース          | 左                       | J・ソーンダースM・ナポリK・モラレスM・イズトゥリスC・フィギンズE・アイバーJ・リベラT・ハンターB・アブレイユV・ゲレーロ | A・バーネット            | A・バーネット            | A・バーネット            | 右                       | A・バーネットJ・モリーナM・テシェイラR・カノA・ロドリゲスD・ジーターJ・デイモンM・カブレラN・スウィッ · シャー松井秀喜 |

### 第3戦 10月19日
- エンゼル・スタジアム・オブ・アナハイム（カリフォルニア州アナハイム）

|                          | 1 | 2 | 3 | 4 | 5 | 6 | 7 | 8 | 9 | 10 | 11 | R | H  | E |
| ------------------------ | - | - | - | - | - | - | - | - | - | -- | -- | - | -- | - |
| ニューヨーク・ヤンキース | 1 | 0 | 0 | 1 | 1 | 0 | 0 | 1 | 0 | 0  | 0  | 4 | 8  | 0 |
| ロサンゼルス・エンゼルス | 0 | 0 | 0 | 0 | 1 | 2 | 1 | 0 | 0 | 0  | 1x | 5 | 13 | 0 |

1. 勝利：アービン・サンタナ（1勝1敗）
2. 敗戦：アルフレド・アセベス（1敗）
3. 本塁打
NYY：デレク・ジーター2号ソロ、アレックス・ロドリゲス2号ソロ、ジョニー・デイモン1号ソロ、ホルヘ・ポサダ1号ソロ
LAA：ハウィー・ケンドリック1号ソロ、ブラディミール・ゲレーロ1号2ラン
4. 審判
［球審］ビル・ミラー
［塁審］一塁: ジェリー・レイン、二塁: フィールディン・カルブレス、三塁: デイル・スコット
［外審］左翼: ティム・マクレランド、右翼: ラス・ディアス
5. 試合開始時刻: 太平洋夏時間（UTC-7）午後1時14分  試合時間: 4時間21分  観客: 4万4911人  気温: 73°F（22.8°C）
詳細: MLB.com Gameday / ESPN.com / Baseball-Reference.com / Fangraphs

| ニューヨーク・ヤンキース | ニューヨーク・ヤンキース | ニューヨーク・ヤンキース | ニューヨーク・ヤンキース | ニューヨーク・ヤンキース                                                                                             | ロサンゼルス・エンゼルス | ロサンゼルス・エンゼルス | ロサンゼルス・エンゼルス | ロサンゼルス・エンゼルス | ロサンゼルス・エンゼルス                                                                                             |
| ------------------------ | ------------------------ | ------------------------ | ------------------------ | --- | ------------------------ | ------------------------ | ------------------------ | ------------------------ | --- |
| 打順                     | 守備                     | 選手                     | 打席                     | A・ペティットJ・ポサダM・テシェイラR・カノA・ロドリゲスD・ジーターJ・デイモンM・カブレラN・スウィッ · シャー松井秀喜 | 打順                     | 守備                     | 選手                     | 打席                     | J・ウィーバーM・ナポリK・モラレスH・ケンドリックC・フィギンズE・アイバーJ・リベラT・ハンターB・アブレイユV・ゲレーロ |
| 1                        | 遊                       | D・ジーター              | 右                       | A・ペティットJ・ポサダM・テシェイラR・カノA・ロドリゲスD・ジーターJ・デイモンM・カブレラN・スウィッ · シャー松井秀喜 | 1                        | 三                       | C・フィギンズ            | 両                       | J・ウィーバーM・ナポリK・モラレスH・ケンドリックC・フィギンズE・アイバーJ・リベラT・ハンターB・アブレイユV・ゲレーロ |
| 2                        | 左                       | J・デイモン              | 左                       | A・ペティットJ・ポサダM・テシェイラR・カノA・ロドリゲスD・ジーターJ・デイモンM・カブレラN・スウィッ · シャー松井秀喜 | 2                        | 右                       | B・アブレイユ            | 左                       | J・ウィーバーM・ナポリK・モラレスH・ケンドリックC・フィギンズE・アイバーJ・リベラT・ハンターB・アブレイユV・ゲレーロ |
| 3                        | 一                       | M・テシェイラ            | 両                       | A・ペティットJ・ポサダM・テシェイラR・カノA・ロドリゲスD・ジーターJ・デイモンM・カブレラN・スウィッ · シャー松井秀喜 | 3                        | 中                       | T・ハンター              | 右                       | J・ウィーバーM・ナポリK・モラレスH・ケンドリックC・フィギンズE・アイバーJ・リベラT・ハンターB・アブレイユV・ゲレーロ |
| 4                        | 三                       | A・ロドリゲス            | 右                       | A・ペティットJ・ポサダM・テシェイラR・カノA・ロドリゲスD・ジーターJ・デイモンM・カブレラN・スウィッ · シャー松井秀喜 | 4                        | DH                       | V・ゲレーロ              | 右                       | J・ウィーバーM・ナポリK・モラレスH・ケンドリックC・フィギンズE・アイバーJ・リベラT・ハンターB・アブレイユV・ゲレーロ |
| 5                        | DH                       | 松井秀喜                 | 左                       | A・ペティットJ・ポサダM・テシェイラR・カノA・ロドリゲスD・ジーターJ・デイモンM・カブレラN・スウィッ · シャー松井秀喜 | 5                        | 左                       | J・リベラ                | 右                       | J・ウィーバーM・ナポリK・モラレスH・ケンドリックC・フィギンズE・アイバーJ・リベラT・ハンターB・アブレイユV・ゲレーロ |
| 6                        | 捕                       | J・ポサダ                | 両                       | A・ペティットJ・ポサダM・テシェイラR・カノA・ロドリゲスD・ジーターJ・デイモンM・カブレラN・スウィッ · シャー松井秀喜 | 6                        | 一                       | K・モラレス              | 両                       | J・ウィーバーM・ナポリK・モラレスH・ケンドリックC・フィギンズE・アイバーJ・リベラT・ハンターB・アブレイユV・ゲレーロ |
| 7                        | 二                       | R・カノ                  | 左                       | A・ペティットJ・ポサダM・テシェイラR・カノA・ロドリゲスD・ジーターJ・デイモンM・カブレラN・スウィッ · シャー松井秀喜 | 7                        | 二                       | H・ケンドリック          | 右                       | J・ウィーバーM・ナポリK・モラレスH・ケンドリックC・フィギンズE・アイバーJ・リベラT・ハンターB・アブレイユV・ゲレーロ |
| 8                        | 右                       | N・スウィッシャー        | 両                       | A・ペティットJ・ポサダM・テシェイラR・カノA・ロドリゲスD・ジーターJ・デイモンM・カブレラN・スウィッ · シャー松井秀喜 | 8                        | 捕                       | M・ナポリ                | 右                       | J・ウィーバーM・ナポリK・モラレスH・ケンドリックC・フィギンズE・アイバーJ・リベラT・ハンターB・アブレイユV・ゲレーロ |
| 9                        | 中                       | M・カブレラ              | 両                       | A・ペティットJ・ポサダM・テシェイラR・カノA・ロドリゲスD・ジーターJ・デイモンM・カブレラN・スウィッ · シャー松井秀喜 | 9                        | 遊                       | E・アイバー              | 両                       | J・ウィーバーM・ナポリK・モラレスH・ケンドリックC・フィギンズE・アイバーJ・リベラT・ハンターB・アブレイユV・ゲレーロ |
| 先発投手                 | 先発投手                 | 先発投手                 | 投球                     | A・ペティットJ・ポサダM・テシェイラR・カノA・ロドリゲスD・ジーターJ・デイモンM・カブレラN・スウィッ · シャー松井秀喜 | 先発投手                 | 先発投手                 | 先発投手                 | 投球                     | J・ウィーバーM・ナポリK・モラレスH・ケンドリックC・フィギンズE・アイバーJ・リベラT・ハンターB・アブレイユV・ゲレーロ |
| A・ペティット            | A・ペティット            | A・ペティット            | 左                       | A・ペティットJ・ポサダM・テシェイラR・カノA・ロドリゲスD・ジーターJ・デイモンM・カブレラN・スウィッ · シャー松井秀喜 | J・ウィーバー            | J・ウィーバー            | J・ウィーバー            | 右                       | J・ウィーバーM・ナポリK・モラレスH・ケンドリックC・フィギンズE・アイバーJ・リベラT・ハンターB・アブレイユV・ゲレーロ |

### 第4戦 10月20日
- エンゼル・スタジアム・オブ・アナハイム（カリフォルニア州アナハイム）

|                          | 1 | 2 | 3 | 4 | 5 | 6 | 7 | 8 | 9 | R  | H  | E |
| ------------------------ | - | - | - | - | - | - | - | - | - | -- | -- | - |
| ニューヨーク・ヤンキース | 0 | 0 | 0 | 3 | 2 | 0 | 0 | 2 | 3 | 10 | 13 | 0 |
| ロサンゼルス・エンゼルス | 0 | 0 | 0 | 0 | 1 | 0 | 0 | 0 | 0 | 1  | 5  | 1 |

1. 勝利：CC・サバシア（2勝）
2. 敗戦：スコット・カズミアー（1敗）
3. 本塁打
NYY：アレックス・ロドリゲス3号2ラン、ジョニー・デイモン2号2ラン
LAA：ケンドリー・モラレス1号ソロ
4. 審判
［球審］ジェリー・レイン
［塁審］一塁: フィールディン・カルブレス、二塁: デイル・スコット、三塁: ティム・マクレランド
［外審］左翼: ラス・ディアス、右翼: ビル・ミラー
5. 試合開始時刻: 太平洋夏時間（UTC-7）午後4時59分  試合時間: 3時間38分  観客: 4万5160人  気温: 73°F（22.8°C）
詳細: MLB.com Gameday / ESPN.com / Baseball-Reference.com / Fangraphs

| ニューヨーク・ヤンキース | ニューヨーク・ヤンキース | ニューヨーク・ヤンキース | ニューヨーク・ヤンキース | ニューヨーク・ヤンキース                                                                                           | ロサンゼルス・エンゼルス | ロサンゼルス・エンゼルス | ロサンゼルス・エンゼルス | ロサンゼルス・エンゼルス | ロサンゼルス・エンゼルス                                                                                             |
| ------------------------ | ------------------------ | ------------------------ | ------------------------ | --- | ------------------------ | ------------------------ | ------------------------ | ------------------------ | --- |
| 打順                     | 守備                     | 選手                     | 打席                     | C・サバシアJ・ポサダM・テシェイラR・カノA・ロドリゲスD・ジーターJ・デイモンM・カブレラN・スウィッ · シャー松井秀喜 | 打順                     | 守備                     | 選手                     | 打席                     | S・カズミアーM・ナポリK・モラレスH・ケンドリックC・フィギンズE・アイバーJ・リベラT・ハンターB・アブレイユV・ゲレーロ |
| 1                        | 遊                       | D・ジーター              | 右                       | C・サバシアJ・ポサダM・テシェイラR・カノA・ロドリゲスD・ジーターJ・デイモンM・カブレラN・スウィッ · シャー松井秀喜 | 1                        | 三                       | C・フィギンズ            | 両                       | S・カズミアーM・ナポリK・モラレスH・ケンドリックC・フィギンズE・アイバーJ・リベラT・ハンターB・アブレイユV・ゲレーロ |
| 2                        | 左                       | J・デイモン              | 左                       | C・サバシアJ・ポサダM・テシェイラR・カノA・ロドリゲスD・ジーターJ・デイモンM・カブレラN・スウィッ · シャー松井秀喜 | 2                        | 右                       | B・アブレイユ            | 左                       | S・カズミアーM・ナポリK・モラレスH・ケンドリックC・フィギンズE・アイバーJ・リベラT・ハンターB・アブレイユV・ゲレーロ |
| 3                        | 一                       | M・テシェイラ            | 両                       | C・サバシアJ・ポサダM・テシェイラR・カノA・ロドリゲスD・ジーターJ・デイモンM・カブレラN・スウィッ · シャー松井秀喜 | 3                        | 中                       | T・ハンター              | 右                       | S・カズミアーM・ナポリK・モラレスH・ケンドリックC・フィギンズE・アイバーJ・リベラT・ハンターB・アブレイユV・ゲレーロ |
| 4                        | 三                       | A・ロドリゲス            | 右                       | C・サバシアJ・ポサダM・テシェイラR・カノA・ロドリゲスD・ジーターJ・デイモンM・カブレラN・スウィッ · シャー松井秀喜 | 4                        | DH                       | V・ゲレーロ              | 右                       | S・カズミアーM・ナポリK・モラレスH・ケンドリックC・フィギンズE・アイバーJ・リベラT・ハンターB・アブレイユV・ゲレーロ |
| 5                        | 捕                       | J・ポサダ                | 両                       | C・サバシアJ・ポサダM・テシェイラR・カノA・ロドリゲスD・ジーターJ・デイモンM・カブレラN・スウィッ · シャー松井秀喜 | 5                        | 左                       | J・リベラ                | 右                       | S・カズミアーM・ナポリK・モラレスH・ケンドリックC・フィギンズE・アイバーJ・リベラT・ハンターB・アブレイユV・ゲレーロ |
| 6                        | DH                       | 松井秀喜                 | 左                       | C・サバシアJ・ポサダM・テシェイラR・カノA・ロドリゲスD・ジーターJ・デイモンM・カブレラN・スウィッ · シャー松井秀喜 | 6                        | 二                       | H・ケンドリック          | 右                       | S・カズミアーM・ナポリK・モラレスH・ケンドリックC・フィギンズE・アイバーJ・リベラT・ハンターB・アブレイユV・ゲレーロ |
| 7                        | 二                       | R・カノ                  | 左                       | C・サバシアJ・ポサダM・テシェイラR・カノA・ロドリゲスD・ジーターJ・デイモンM・カブレラN・スウィッ · シャー松井秀喜 | 7                        | 一                       | K・モラレス              | 両                       | S・カズミアーM・ナポリK・モラレスH・ケンドリックC・フィギンズE・アイバーJ・リベラT・ハンターB・アブレイユV・ゲレーロ |
| 8                        | 右                       | N・スウィッシャー        | 両                       | C・サバシアJ・ポサダM・テシェイラR・カノA・ロドリゲスD・ジーターJ・デイモンM・カブレラN・スウィッ · シャー松井秀喜 | 8                        | 捕                       | M・ナポリ                | 右                       | S・カズミアーM・ナポリK・モラレスH・ケンドリックC・フィギンズE・アイバーJ・リベラT・ハンターB・アブレイユV・ゲレーロ |
| 9                        | 中                       | M・カブレラ              | 両                       | C・サバシアJ・ポサダM・テシェイラR・カノA・ロドリゲスD・ジーターJ・デイモンM・カブレラN・スウィッ · シャー松井秀喜 | 9                        | 遊                       | E・アイバー              | 両                       | S・カズミアーM・ナポリK・モラレスH・ケンドリックC・フィギンズE・アイバーJ・リベラT・ハンターB・アブレイユV・ゲレーロ |
| 先発投手                 | 先発投手                 | 先発投手                 | 投球                     | C・サバシアJ・ポサダM・テシェイラR・カノA・ロドリゲスD・ジーターJ・デイモンM・カブレラN・スウィッ · シャー松井秀喜 | 先発投手                 | 先発投手                 | 先発投手                 | 投球                     | S・カズミアーM・ナポリK・モラレスH・ケンドリックC・フィギンズE・アイバーJ・リベラT・ハンターB・アブレイユV・ゲレーロ |
| C・サバシア              | C・サバシア              | C・サバシア              | 左                       | C・サバシアJ・ポサダM・テシェイラR・カノA・ロドリゲスD・ジーターJ・デイモンM・カブレラN・スウィッ · シャー松井秀喜 | S・カズミアー            | S・カズミアー            | S・カズミアー            | 左                       | S・カズミアーM・ナポリK・モラレスH・ケンドリックC・フィギンズE・アイバーJ・リベラT・ハンターB・アブレイユV・ゲレーロ |

### 第5戦 10月22日
- エンゼル・スタジアム・オブ・アナハイム（カリフォルニア州アナハイム）

|                          | 1 | 2 | 3 | 4 | 5 | 6 | 7 | 8 | 9 | R | H  | E |
| ------------------------ | - | - | - | - | - | - | - | - | - | - | -- | - |
| ニューヨーク・ヤンキース | 0 | 0 | 0 | 0 | 0 | 0 | 6 | 0 | 0 | 6 | 9  | 0 |
| ロサンゼルス・エンゼルス | 4 | 0 | 0 | 0 | 0 | 0 | 3 | 0 | X | 7 | 12 | 0 |

1. 勝利：ケビン・ジェプセン（1勝）
2. セーブ：ブライアン・フエンテス（1S）
3. 敗戦：フィル・ヒューズ（1敗）
4. 審判
［球審］フィールディン・カルブレス
［塁審］一塁: デイル・スコット、二塁: ティム・マクレランド、三塁: ラス・ディアス
［外審］左翼: ビル・ミラー、右翼: ジェリー・レイン
5. 試合開始時刻: 太平洋夏時間（UTC-7）午後4時57分  試合時間: 3時間34分  観客: 4万5113人  気温: 78°F（25.6°C）
詳細: MLB.com Gameday / ESPN.com / Baseball-Reference.com / Fangraphs

| ニューヨーク・ヤンキース | ニューヨーク・ヤンキース | ニューヨーク・ヤンキース | ニューヨーク・ヤンキース | ニューヨーク・ヤンキース                                                                                               | ロサンゼルス・エンゼルス | ロサンゼルス・エンゼルス | ロサンゼルス・エンゼルス | ロサンゼルス・エンゼルス | ロサンゼルス・エンゼルス                                                                                           |
| ------------------------ | ------------------------ | ------------------------ | ------------------------ | --- | ------------------------ | ------------------------ | ------------------------ | ------------------------ | --- |
| 打順                     | 守備                     | 選手                     | 打席                     | A・バーネットJ・モリーナM・テシェイラR・カノA・ロドリゲスD・ジーターJ・デイモンM・カブレラN・スウィッ · シャー松井秀喜 | 打順                     | 守備                     | 選手                     | 打席                     | J・ラッキーJ・マシスK・モラレスM・イズトゥリスC・フィギンズE・アイバーJ・リベラT・ハンターB・アブレイユV・ゲレーロ |
| 1                        | 遊                       | D・ジーター              | 右                       | A・バーネットJ・モリーナM・テシェイラR・カノA・ロドリゲスD・ジーターJ・デイモンM・カブレラN・スウィッ · シャー松井秀喜 | 1                        | 三                       | C・フィギンズ            | 両                       | J・ラッキーJ・マシスK・モラレスM・イズトゥリスC・フィギンズE・アイバーJ・リベラT・ハンターB・アブレイユV・ゲレーロ |
| 2                        | 左                       | J・デイモン              | 左                       | A・バーネットJ・モリーナM・テシェイラR・カノA・ロドリゲスD・ジーターJ・デイモンM・カブレラN・スウィッ · シャー松井秀喜 | 2                        | 右                       | B・アブレイユ            | 左                       | J・ラッキーJ・マシスK・モラレスM・イズトゥリスC・フィギンズE・アイバーJ・リベラT・ハンターB・アブレイユV・ゲレーロ |
| 3                        | 一                       | M・テシェイラ            | 両                       | A・バーネットJ・モリーナM・テシェイラR・カノA・ロドリゲスD・ジーターJ・デイモンM・カブレラN・スウィッ · シャー松井秀喜 | 3                        | 中                       | T・ハンター              | 右                       | J・ラッキーJ・マシスK・モラレスM・イズトゥリスC・フィギンズE・アイバーJ・リベラT・ハンターB・アブレイユV・ゲレーロ |
| 4                        | 三                       | A・ロドリゲス            | 右                       | A・バーネットJ・モリーナM・テシェイラR・カノA・ロドリゲスD・ジーターJ・デイモンM・カブレラN・スウィッ · シャー松井秀喜 | 4                        | DH                       | V・ゲレーロ              | 右                       | J・ラッキーJ・マシスK・モラレスM・イズトゥリスC・フィギンズE・アイバーJ・リベラT・ハンターB・アブレイユV・ゲレーロ |
| 5                        | DH                       | 松井秀喜                 | 左                       | A・バーネットJ・モリーナM・テシェイラR・カノA・ロドリゲスD・ジーターJ・デイモンM・カブレラN・スウィッ · シャー松井秀喜 | 5                        | 一                       | K・モラレス              | 両                       | J・ラッキーJ・マシスK・モラレスM・イズトゥリスC・フィギンズE・アイバーJ・リベラT・ハンターB・アブレイユV・ゲレーロ |
| 6                        | 二                       | R・カノ                  | 左                       | A・バーネットJ・モリーナM・テシェイラR・カノA・ロドリゲスD・ジーターJ・デイモンM・カブレラN・スウィッ · シャー松井秀喜 | 6                        | 二                       | M・イズトゥリス          | 両                       | J・ラッキーJ・マシスK・モラレスM・イズトゥリスC・フィギンズE・アイバーJ・リベラT・ハンターB・アブレイユV・ゲレーロ |
| 7                        | 右                       | N・スウィッシャー        | 両                       | A・バーネットJ・モリーナM・テシェイラR・カノA・ロドリゲスD・ジーターJ・デイモンM・カブレラN・スウィッ · シャー松井秀喜 | 7                        | 左                       | J・リベラ                | 右                       | J・ラッキーJ・マシスK・モラレスM・イズトゥリスC・フィギンズE・アイバーJ・リベラT・ハンターB・アブレイユV・ゲレーロ |
| 8                        | 中                       | M・カブレラ              | 両                       | A・バーネットJ・モリーナM・テシェイラR・カノA・ロドリゲスD・ジーターJ・デイモンM・カブレラN・スウィッ · シャー松井秀喜 | 8                        | 捕                       | J・マシス                | 右                       | J・ラッキーJ・マシスK・モラレスM・イズトゥリスC・フィギンズE・アイバーJ・リベラT・ハンターB・アブレイユV・ゲレーロ |
| 9                        | 捕                       | J・モリーナ              | 右                       | A・バーネットJ・モリーナM・テシェイラR・カノA・ロドリゲスD・ジーターJ・デイモンM・カブレラN・スウィッ · シャー松井秀喜 | 9                        | 遊                       | E・アイバー              | 両                       | J・ラッキーJ・マシスK・モラレスM・イズトゥリスC・フィギンズE・アイバーJ・リベラT・ハンターB・アブレイユV・ゲレーロ |
| 先発投手                 | 先発投手                 | 先発投手                 | 投球                     | A・バーネットJ・モリーナM・テシェイラR・カノA・ロドリゲスD・ジーターJ・デイモンM・カブレラN・スウィッ · シャー松井秀喜 | 先発投手                 | 先発投手                 | 先発投手                 | 投球                     | J・ラッキーJ・マシスK・モラレスM・イズトゥリスC・フィギンズE・アイバーJ・リベラT・ハンターB・アブレイユV・ゲレーロ |
| A・バーネット            | A・バーネット            | A・バーネット            | 右                       | A・バーネットJ・モリーナM・テシェイラR・カノA・ロドリゲスD・ジーターJ・デイモンM・カブレラN・スウィッ · シャー松井秀喜 | J・ラッキー              | J・ラッキー              | J・ラッキー              | 右                       | J・ラッキーJ・マシスK・モラレスM・イズトゥリスC・フィギンズE・アイバーJ・リベラT・ハンターB・アブレイユV・ゲレーロ |

### 第6戦 10月25日
- ヤンキー・スタジアム（ニューヨーク州ニューヨーク市ブロンクス区）

|                          | 1 | 2 | 3 | 4 | 5 | 6 | 7 | 8 | 9 | R | H | E |
| ------------------------ | - | - | - | - | - | - | - | - | - | - | - | - |
| ロサンゼルス・エンゼルス | 0 | 0 | 1 | 0 | 0 | 0 | 0 | 1 | 0 | 2 | 9 | 2 |
| ニューヨーク・ヤンキース | 0 | 0 | 0 | 3 | 0 | 0 | 0 | 2 | X | 5 | 9 | 0 |

1. 勝利：アンディ・ペティット（1勝）
2. セーブ：マリアノ・リベラ（2S）
3. 敗戦：ジョー・ソーンダース（1敗）
4. 審判
［球審］デイル・スコット
［塁審］一塁: ティム・マクレランド、二塁: ラス・ディアス、三塁: ビル・ミラー
［外審］左翼: ジェリー・レイン、右翼: フィールディン・カルブレス
5. 試合開始時刻: 東部夏時間（UTC-4）午後8時21分  試合時間: 3時間40分  観客: 5万173人  気温: 58°F（14.4°C）
詳細: MLB.com Gameday / ESPN.com / Baseball-Reference.com / Fangraphs

| ロサンゼルス・エンゼルス | ロサンゼルス・エンゼルス | ロサンゼルス・エンゼルス | ロサンゼルス・エンゼルス | ロサンゼルス・エンゼルス                                                                                               | ニューヨーク・ヤンキース | ニューヨーク・ヤンキース | ニューヨーク・ヤンキース | ニューヨーク・ヤンキース | ニューヨーク・ヤンキース                                                                                             |
| ------------------------ | ------------------------ | ------------------------ | ------------------------ | --- | ------------------------ | ------------------------ | ------------------------ | ------------------------ | --- |
| 打順                     | 守備                     | 選手                     | 打席                     | J・ソーンダースJ・マシスK・モラレスH・ケンドリックC・フィギンズE・アイバーJ・リベラT・ハンターB・アブレイユV・ゲレーロ | 打順                     | 守備                     | 選手                     | 打席                     | A・ペティットJ・ポサダM・テシェイラR・カノA・ロドリゲスD・ジーターJ・デイモンM・カブレラN・スウィッ · シャー松井秀喜 |
| 1                        | 三                       | C・フィギンズ            | 両                       | J・ソーンダースJ・マシスK・モラレスH・ケンドリックC・フィギンズE・アイバーJ・リベラT・ハンターB・アブレイユV・ゲレーロ | 1                        | 遊                       | D・ジーター              | 右                       | A・ペティットJ・ポサダM・テシェイラR・カノA・ロドリゲスD・ジーターJ・デイモンM・カブレラN・スウィッ · シャー松井秀喜 |
| 2                        | 右                       | B・アブレイユ            | 左                       | J・ソーンダースJ・マシスK・モラレスH・ケンドリックC・フィギンズE・アイバーJ・リベラT・ハンターB・アブレイユV・ゲレーロ | 2                        | 左                       | J・デイモン              | 左                       | A・ペティットJ・ポサダM・テシェイラR・カノA・ロドリゲスD・ジーターJ・デイモンM・カブレラN・スウィッ · シャー松井秀喜 |
| 3                        | 中                       | T・ハンター              | 右                       | J・ソーンダースJ・マシスK・モラレスH・ケンドリックC・フィギンズE・アイバーJ・リベラT・ハンターB・アブレイユV・ゲレーロ | 3                        | 一                       | M・テシェイラ            | 両                       | A・ペティットJ・ポサダM・テシェイラR・カノA・ロドリゲスD・ジーターJ・デイモンM・カブレラN・スウィッ · シャー松井秀喜 |
| 4                        | DH                       | V・ゲレーロ              | 右                       | J・ソーンダースJ・マシスK・モラレスH・ケンドリックC・フィギンズE・アイバーJ・リベラT・ハンターB・アブレイユV・ゲレーロ | 4                        | 三                       | A・ロドリゲス            | 右                       | A・ペティットJ・ポサダM・テシェイラR・カノA・ロドリゲスD・ジーターJ・デイモンM・カブレラN・スウィッ · シャー松井秀喜 |
| 5                        | 一                       | K・モラレス              | 両                       | J・ソーンダースJ・マシスK・モラレスH・ケンドリックC・フィギンズE・アイバーJ・リベラT・ハンターB・アブレイユV・ゲレーロ | 5                        | 捕                       | J・ポサダ                | 両                       | A・ペティットJ・ポサダM・テシェイラR・カノA・ロドリゲスD・ジーターJ・デイモンM・カブレラN・スウィッ · シャー松井秀喜 |
| 6                        | 二                       | H・ケンドリック          | 右                       | J・ソーンダースJ・マシスK・モラレスH・ケンドリックC・フィギンズE・アイバーJ・リベラT・ハンターB・アブレイユV・ゲレーロ | 6                        | DH                       | 松井秀喜                 | 左                       | A・ペティットJ・ポサダM・テシェイラR・カノA・ロドリゲスD・ジーターJ・デイモンM・カブレラN・スウィッ · シャー松井秀喜 |
| 7                        | 左                       | J・リベラ                | 右                       | J・ソーンダースJ・マシスK・モラレスH・ケンドリックC・フィギンズE・アイバーJ・リベラT・ハンターB・アブレイユV・ゲレーロ | 7                        | 二                       | R・カノ                  | 左                       | A・ペティットJ・ポサダM・テシェイラR・カノA・ロドリゲスD・ジーターJ・デイモンM・カブレラN・スウィッ · シャー松井秀喜 |
| 8                        | 捕                       | J・マシス                | 右                       | J・ソーンダースJ・マシスK・モラレスH・ケンドリックC・フィギンズE・アイバーJ・リベラT・ハンターB・アブレイユV・ゲレーロ | 8                        | 右                       | N・スウィッシャー        | 両                       | A・ペティットJ・ポサダM・テシェイラR・カノA・ロドリゲスD・ジーターJ・デイモンM・カブレラN・スウィッ · シャー松井秀喜 |
| 9                        | 遊                       | E・アイバー              | 両                       | J・ソーンダースJ・マシスK・モラレスH・ケンドリックC・フィギンズE・アイバーJ・リベラT・ハンターB・アブレイユV・ゲレーロ | 9                        | 中                       | M・カブレラ              | 両                       | A・ペティットJ・ポサダM・テシェイラR・カノA・ロドリゲスD・ジーターJ・デイモンM・カブレラN・スウィッ · シャー松井秀喜 |
| 先発投手                 | 先発投手                 | 先発投手                 | 投球                     | J・ソーンダースJ・マシスK・モラレスH・ケンドリックC・フィギンズE・アイバーJ・リベラT・ハンターB・アブレイユV・ゲレーロ | 先発投手                 | 先発投手                 | 先発投手                 | 投球                     | A・ペティットJ・ポサダM・テシェイラR・カノA・ロドリゲスD・ジーターJ・デイモンM・カブレラN・スウィッ · シャー松井秀喜 |
| J・ソーンダース          | J・ソーンダース          | J・ソーンダース          | 左                       | J・ソーンダースJ・マシスK・モラレスH・ケンドリックC・フィギンズE・アイバーJ・リベラT・ハンターB・アブレイユV・ゲレーロ | A・ペティット            | A・ペティット            | A・ペティット            | 左                       | A・ペティットJ・ポサダM・テシェイラR・カノA・ロドリゲスD・ジーターJ・デイモンM・カブレラN・スウィッ · シャー松井秀喜 |